# Térébratule

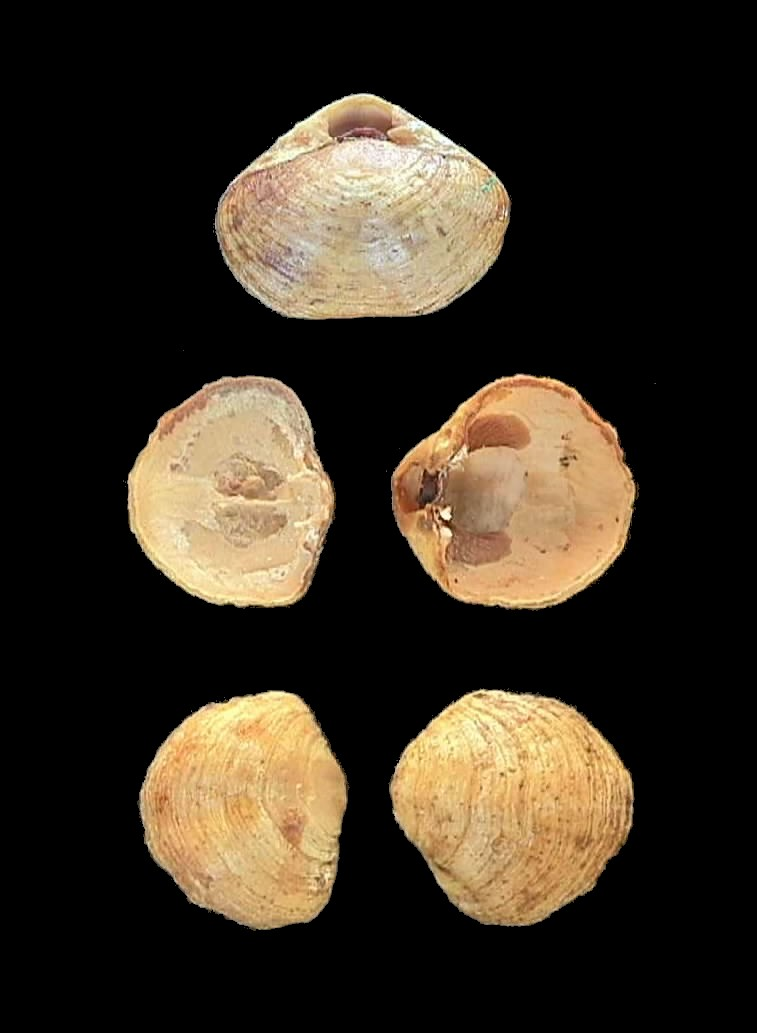
Quelques térébratules fossiles (Terebratella sanguinea)

Les térébratules sont des brachiopodes marins fixés. Ils sont présents sur l'ensemble de la surface de la terre dans le registre fossile, mais leur présence actuelle est limitée à certaines zones.
Le terme de térébratule ne désigne pas un rang taxonomique particulier, mais une morphologie.[réf. nécessaire] Les térébratules se distinguent des rhynchonelles par leur coquille lisse à légèrement ondulée, alors que celles-ci ont une coquille très ondulée.